# Grande Loge régulière du Portugal
La Grande Loge régulière du Portugal (GLRP), est une obédience maçonnique portugaise créée le 29 juin 1991 par la Grande Loge nationale française, d’après son décret no 762, en s’étant constituée en association civile de droit portugais, le 15 juillet suivant, devant le 3e notaire public de Lisbonne. Elle s'inscrit dans le courant de reconnaissance de la Grande Loge unie d'Angleterre et de la franc-maçonnerie dite « régulière ».